# Liste der Weltmeister im Freestyle-Skiing
Die Liste der Weltmeister im Freestyle-Skiing listet alle Sieger sowie die Zweit- und Drittplatzierten bei den Freestyle-Skiing-Weltmeisterschaften, gegliedert nach Männern und Frauen und den einzelnen Wettbewerben, auf. Im weiteren Teil werden alle Freestyle-Skisportler, die mindestens einmal Weltmeister waren, aufgelistet.

## Wettbewerbe
Erfasst werden alle Wettbewerbe, die im Rahmen von Weltmeisterschaften im Freestyle-Skiing ausgerichtet wurden. Das Wettkampfprogramm umfasst sowohl bei den Frauen als auch bei den Männern folgende Disziplinen:
- Buckelpiste (Moguls) seit 1986
- Springen (Aerials) seit 1986
- Ballett (Acro) von 1986 bis 1999
- Kombination von 1986 bis 1995
- Doppelbuckelpiste (Dual Moguls) seit 1999
- Skicross seit 2005
- Halfpipe seit 2005
- Slopestyle seit 2011
- Big Air seit 2019
- Aerials-Teamwettbewerb seit 2019
- Skicross-Teamwettbewerb seit 2023

## Männer

### Buckelpiste (Moguls)
| Weltmeisterschaft | Weltmeisterschaft    | Gold                      | Silber                    | Bronze                 |
| ----------------- | -------------------- | ------------------------- | ------------------------- | ---------------------- |
| 1986              | Tignes               | Éric Berthon              | Petsch Moser              | Martti Kellokumpu      |
| 1988              | Calgary              | Håkan Hansson             | Hans Engelsen Eide        | Edgar Grospiron        |
| 1989              | Oberjoch             | Edgar Grospiron           | Jürg Biner                | Éric Berthon           |
| 1991              | Lake Placid          | Edgar Grospiron           | Bernard Brandt            | Chuck Martin           |
| 1993              | Altenmarkt im Pongau | Jean-Luc Brassard         | Fabien Bertrand           | Olivier Cotte          |
| 1995              | La Clusaz            | Edgar Grospiron           | Jean-Luc Brassard         | Sergei Schuplezow      |
| 1997              | Nagano               | Jean-Luc Brassard         | Stéphane Rochon           | Jesper Rönnbäck        |
| 1999              | Hasliberg            | Janne Lahtela             | Lauri Lassila             | Sami Mustonen          |
| 2001              | Whistler             | Mikko Ronkainen           | Pierre-Alexandre Rousseau | Stéphane Rochon        |
| 2003              | Deer Valley          | Mikko Ronkainen           | Jeremy Bloom              | Toby Dawson            |
| 2005              | Ruka                 | Nathan Roberts            | Marc-André Moreau         | Dale Begg-Smith        |
| 2007              | Madonna di Campiglio | Pierre-Alexandre Rousseau | Dale Begg-Smith           | Nathan Roberts         |
| 2009              | Inawashiro           | Patrick Deneen            | Tapio Luusua              | Vincent Marquis        |
| 2011              | Deer Valley          | Guilbaut Colas            | Alexandre Bilodeau        | Mikaël Kingsbury       |
| 2013              | Voss                 | Mikaël Kingsbury          | Alexandre Bilodeau        | Patrick Deneen         |
| 2015              | Kreischberg          | Anthony Benna             | Mikaël Kingsbury          | Alexander Smyschljajew |
| 2017              | Sierra Nevada        | Ikuma Horishima           | Benjamin Cavet            | Mikaël Kingsbury       |
| 2019              | Park City            | Mikaël Kingsbury          | Matt Graham               | Daichi Hara            |
| 2021              | Almaty               | Mikaël Kingsbury          | Benjamin Cavet            | Pawel Kolmakow         |
| 2023              | Bakuriani            | Mikaël Kingsbury          | Matt Graham               | Walter Wallberg        |
| 2025              | Engadin              | Ikuma Horishima           | Mikaël Kingsbury          | Jung Dae-yoon          |

### Springen (Aerials)
| Weltmeisterschaft | Weltmeisterschaft    | Gold              | Silber                  | Bronze            |
| ----------------- | -------------------- | ----------------- | ----------------------- | ----------------- |
| 1986              | Tignes               | Lloyd Langlois    | Yves Laroche            | Jean-Marc Bacquin |
| 1988              | Calgary              | Jean-Marc Rozon   | Didier Méda             | Lloyd Langlois    |
| 1989              | Oberjoch             | Lloyd Langlois    | Didier Méda             | Philippe Laroche  |
| 1991              | Lake Placid          | Philippe Laroche  | John Ross               | Dave Valenti      |
| 1993              | Altenmarkt im Pongau | Philippe Laroche  | Richard Cobbing         | Jean-Marc Bacquin |
| 1995              | La Clusaz            | Trace Worthington | Christian Rijavec       | Sébastien Foucras |
| 1997              | Nagano               | Nicolas Fontaine  | Eric Bergoust           | Andy Capicik      |
| 1999              | Hasliberg            | Eric Bergoust     | Christian Rijavec       | Joe Pack          |
| 2001              | Whistler             | Aljaksej Hryschyn | Dsmitryj Daschtschynski | Joe Pack          |
| 2003              | Deer Valley          | Dmitri Archipow   | Aljaksej Hryschyn       | Steve Omischl     |
| 2005              | Ruka                 | Steve Omischl     | Jeff Bean               | Aljaksej Hryschyn |
| 2007              | Madonna di Campiglio | Han Xiaopeng      | Dsmitryj Daschtschynski | Steve Omischl     |
| 2009              | Inawashiro           | Ryan St. Onge     | Steve Omischl           | Warren Shouldice  |
| 2011              | Deer Valley          | Warren Shouldice  | Qi Guangpu              | Anton Kuschnir    |
| 2013              | Voss                 | Qi Guangpu        | Travis Gerrits          | Jia Zongyang      |
| 2015              | Kreischberg          | Qi Guangpu        | Alex Bowen              | Maxim Huszik      |
| 2017              | Sierra Nevada        | Jonathon Lillis   | Qi Guangpu              | David Morris      |
| 2019              | Park City            | Maxim Burow       | Oleksandr Abramenko     | Noé Roth          |
| 2021              | Almaty               | Maxim Burow       | Christopher Lillis      | Pawel Krotow      |
| 2023              | Bakuriani            | Noé Roth          | Quinn Dehlinger         | Yang Longxiao     |
| 2025              | Engadin              | Noé Roth          | Quinn Dehlinger         | Pirmin Werner     |

### Ballett
| Weltmeisterschaft | Weltmeisterschaft    | Gold               | Silber           | Bronze            |
| ----------------- | -------------------- | ------------------ | ---------------- | ----------------- |
| 1986              | Tignes               | Richard Schabl     | Lane Spina       | Georg Fürmeier    |
| 1988              | Calgary              | Hermann Reitberger | Lane Spina       | Rune Kristiansen  |
| 1989              | Oberjoch             | Hermann Reitberger | Lane Spina       | Dave Walker       |
| 1991              | Lake Placid          | Lane Spina         | Roberto Franco   | Dave Walker       |
| 1993              | Altenmarkt im Pongau | Fabrice Becker     | Rune Kristiansen | Lane Spina        |
| 1995              | La Clusaz            | Rune Kristiansen   | Fabrice Becker   | Heini Baumgartner |
| 1997              | Nagano               | Fabrice Becker     | Ian Edmondson    | Heini Baumgartner |
| 1999              | Hasliberg            | Ian Edmondson      | Mike McDonald    | Heini Baumgartner |

### Kombination
| Weltmeisterschaft | Weltmeisterschaft    | Gold              | Silber            | Bronze         |
| ----------------- | -------------------- | ----------------- | ----------------- | -------------- |
| 1986              | Tignes               | Alain Laroche     | John Witt         | Éric Laboureix |
| 1988              | Calgary              | nicht gewertet    | nicht gewertet    | nicht gewertet |
| 1989              | Oberjoch             | Chris Simboli     | Scott Ogren       | Martí Rafel    |
| 1991              | Lake Placid          | Sergei Schuplezow | Jeff Violo        | Youri Gilg     |
| 1993              | Altenmarkt im Pongau | Sergei Schuplezow | Trace Worthington | Hugo Bonatti   |
| 1995              | La Clusaz            | Trace Worthington | Darcy Downs       | Jonny Moseley  |
| 1997              | Nagano               | Darcy Downs       | Toben Sutherland  | Aleh Kuleschou |

### Parallelbuckelpiste (Dual Moguls)
| Weltmeisterschaft | Weltmeisterschaft    | Gold               | Silber           | Bronze              |
| ----------------- | -------------------- | ------------------ | ---------------- | ------------------- |
| 1999              | Hasliberg            | Johann Grégoire    | Janne Lahtela    | Lauri Lassila       |
| 2001              | Whistler             | Stéphane Yonnet    | Patrik Sundberg  | Johann Grégoire     |
| 2003              | Deer Valley          | Jeremy Bloom       | Yugo Tsukita     | Toby Dawson         |
| 2005              | Ruka                 | Toby Dawson        | Sami Mustonen    | Jeremy Bloom        |
| 2007              | Madonna di Campiglio | Dale Begg-Smith    | Guilbaut Colas   | Ruslan Scharifullin |
| 2009              | Inawashiro           | Alexandre Bilodeau | Nobuyuki Nishi   | Tapio Luusua        |
| 2011              | Deer Valley          | Alexandre Bilodeau | Mikaël Kingsbury | Nobuyuki Nishi      |
| 2013              | Voss                 | Alexandre Bilodeau | Mikaël Kingsbury | Patrick Deneen      |
| 2015              | Kreischberg          | Mikaël Kingsbury   | Philippe Marquis | Marc-Antoine Gagnon |
| 2017              | Sierra Nevada        | Ikuma Horishima    | Bradley Wilson   | Marco Tadé          |
| 2019              | Park City            | Mikaël Kingsbury   | Bradley Wilson   | Daichi Hara         |
| 2021              | Almaty               | Mikaël Kingsbury   | Matt Graham      | Ikuma Horishima     |
| 2023              | Bakuriani            | Mikaël Kingsbury   | Walter Wallberg  | Matt Graham         |
| 2025              | Engadin              | Mikaël Kingsbury   | Ikuma Horishima  | Matt Graham         |

### Skicross
| Weltmeisterschaft | Weltmeisterschaft    | Gold                  | Silber                | Bronze                |
| ----------------- | -------------------- | --------------------- | --------------------- | --------------------- |
| 2005              | Ruka                 | Tomáš Kraus           | Jesper Brugge         | Audun Grønvold        |
| 2007              | Madonna di Campiglio | Tomáš Kraus           | Stanley Hayer         | Enak Gavaggio         |
| 2009              | Inawashiro           | Andreas Matt          | Thomas Zangerl        | Davey Barr            |
| 2011              | Deer Valley          | Christopher Del Bosco | Jouni Pellinen        | Andreas Matt          |
| 2013              | Voss                 | Jean-Frédéric Chapuis | Bastien Midol         | John Teller           |
| 2015              | Kreischberg          | Filip Flisar          | Jean-Frédéric Chapuis | Victor Öhling Norberg |
| 2017              | Sierra Nevada        | Victor Öhling Norberg | Jamie Prebble         | Francois Place        |
| 2019              | Park City            | François Place        | Brady Leman           | Kevin Drury           |
| 2021              | Idre                 | Alex Fiva             | François Place        | Erik Mobärg           |
| 2023              | Bakuriani            | Simone Deromedis      | Florian Wilmsmann     | Erik Mobärg           |
| 2025              | Engadin              | Ryan Regez            | Tobias Müller         | Ryō Sugai             |

### Halfpipe
| Weltmeisterschaft | Weltmeisterschaft    | Gold                         | Silber                       | Bronze                       |
| ----------------- | -------------------- | ---------------------------- | ---------------------------- | ---------------------------- |
| 2005              | Ruka                 | Mathias Wecxsteen            | Loïc Collomb-Patton          | Corey Vanular                |
| 2007              | Madonna di Campiglio | wegen Schneemangels abgesagt | wegen Schneemangels abgesagt | wegen Schneemangels abgesagt |
| 2009              | Inawashiro           | Kévin Rolland                | Justin Dorey                 | Xavier Bertoni               |
| 2011              | Deer Valley          | Mike Riddle                  | Kévin Rolland                | Simon Dumont                 |
| 2013              | Voss                 | David Wise                   | Torin Yater-Wallace          | Thomas Krief                 |
| 2015              | Kreischberg          | Kyle Smaine                  | Joffrey Pollet-Villard       | Yannic Lerjen                |
| 2017              | Sierra Nevada        | Aaron Blunck                 | Mike Riddle                  | Kévin Rolland                |
| 2019              | Park City            | Aaron Blunck                 | Kévin Rolland                | Noah Bowman                  |
| 2021              | Aspen                | Nico Porteous                | Simon d’Artois               | Birk Irving                  |
| 2023              | Bakuriani            | Brendan MacKay               | Jon Sallinen                 | Alex Ferreira                |
| 2025              | Engadin              | Finley Melville Ives         | Nick Goepper                 | Alex Ferreira                |

### Slopestyle
| Weltmeisterschaft | Weltmeisterschaft | Gold           | Silber             | Bronze          |
| ----------------- | ----------------- | -------------- | ------------------ | --------------- |
| 2011              | Deer Valley       | Alex Schlopy   | Sam Carlson        | Russell Henshaw |
| 2013              | Voss              | Tom Wallisch   | James Woods        | Nick Goepper    |
| 2015              | Kreischberg       | Fabian Bösch   | Russell Henshaw    | Noah Wallace    |
| 2017              | Sierra Nevada     | McRae Williams | Gus Kenworthy      | James Woods     |
| 2019              | Park City         | James Woods    | Birk Ruud          | Nick Goepper    |
| 2021              | Aspen             | Andri Ragettli | Colby Stevenson    | Alexander Hall  |
| 2023              | Bakuriani         | Birk Ruud      | Christian Nummedal | Andri Ragettli  |
| 2025              | Engadin           | Birk Ruud      | Mac Forehand       | Alexander Hall  |

### Big Air
| Weltmeisterschaft | Weltmeisterschaft | Gold             | Silber             | Bronze                 |
| ----------------- | ----------------- | ---------------- | ------------------ | ---------------------- |
| 2019              | Park City         | Fabian Bösch     | Henrik Harlaut     | Alex Beaulieu-Marchand |
| 2021              | Aspen             | Oliwer Magnusson | Édouard Therriault | Kim Gubser             |
| 2023              | Bakuriani         | Troy Podmilsak   | Lukas Müllauer     | Birk Ruud              |
| 2025              | Engadin           | Luca Harrington  | Elias Syrjä        | Birk Ruud              |

## Frauen

### Buckelpiste (Moguls)
| Weltmeisterschaft | Weltmeisterschaft    | Gold                    | Silber              | Bronze                  |
| ----------------- | -------------------- | ----------------------- | ------------------- | ----------------------- |
| 1986              | Tignes               | Mary Jo Tiampo          | Hayley Wolff        | Silvia Marciandi        |
| 1988              | Calgary              | Tatjana Mittermayer     | Raphaëlle Monod     | Conny Kissling          |
| 1989              | Oberjoch             | Raphaëlle Monod         | Donna Weinbrecht    | Tatjana Mittermayer     |
| 1991              | Lake Placid          | Donna Weinbrecht        | Tatjana Mittermayer | Birgit Stein            |
| 1993              | Altenmarkt im Pongau | Stine Lise Hattestad    | Petra Moroder       | Bronwen Thomas          |
| 1995              | La Clusaz            | Candice Gilg            | Raphaëlle Monod     | Tatjana Mittermayer     |
| 1997              | Nagano               | Candice Gilg            | Donna Weinbrecht    | Tatjana Mittermayer     |
| 1999              | Hasliberg            | Ann Battelle            | Kari Traa           | Corinne Bodmer          |
| 2001              | Whistler             | Kari Traa               | Maria Despas        | Aiko Uemura             |
| 2003              | Deer Valley          | Kari Traa               | Michelle Roark      | Stéphanie St-Pierre     |
| 2005              | Ruka                 | Hannah Kearney          | Nikola Sudová       | Margarita Marbler       |
| 2007              | Madonna di Campiglio | Kristi Richards         | Jennifer Heil       | Deborah Scanzio         |
| 2009              | Inawashiro           | Aiko Uemura             | Jennifer Heil       | Nikola Sudová           |
| 2011              | Deer Valley          | Jennifer Heil           | Hannah Kearney      | Kristi Richards         |
| 2013              | Voss                 | Hannah Kearney          | Miki Itō            | Justine Dufour-Lapointe |
| 2015              | Kreischberg          | Justine Dufour-Lapointe | Hannah Kearney      | Britteny Cox            |
| 2017              | Sierra Nevada        | Britteny Cox            | Perrine Laffont     | Chloé Dufour-Lapointe   |
| 2019              | Park City            | Julija Galyschewa       | Jakara Anthony      | Perrine Laffont         |
| 2021              | Almaty               | Perrine Laffont         | Julija Galyschewa   | Anastassija Smirnowa    |
| 2023              | Bakuriani            | Perrine Laffont         | Jaelin Kauf         | Avital Carroll          |
| 2025              | Engadin              | Perrine Laffont         | Hinako Tomitaka     | Maïa Schwinghammer      |

### Springen (Aerials)
| Weltmeisterschaft | Weltmeisterschaft    | Gold                     | Silber             | Bronze               |
| ----------------- | -------------------- | ------------------------ | ------------------ | -------------------- |
| 1986              | Tignes               | Maria Quintana           | Carin Hernskog     | Meredith Gardner     |
| 1988              | Calgary              | Melanie Palenik          | Sonja Reichart     | Carin Hernskog       |
| 1989              | Oberjoch             | Catherine Lombard        | Sonja Reichart     | Melanie Palenik      |
| 1991              | Lake Placid          | Wassilissa Sementschuk   | Elfie Simchen      | Liselotte Johansson  |
| 1993              | Altenmarkt im Pongau | Lina Cheryazova          | Marie Lindgren     | Kristean Porter      |
| 1995              | La Clusaz            | Nikki Stone              | Marie Lindgren     | Kirstie Marshall     |
| 1997              | Nagano               | Kirstie Marshall         | Michèle Rohrbach   | Veronica Brenner     |
| 1999              | Hasliberg            | Jacqui Cooper            | Hilde Synnøve Lid  | Nikki Stone          |
| 2001              | Whistler             | Veronika Bauer           | Michèle Rohrbach   | Deidra Dionne        |
| 2003              | Deer Valley          | Alisa Camplin            | Veronika Bauer     | Deidra Dionne        |
| 2005              | Ruka                 | Li Nina                  | Evelyne Leu        | Guo Xinxin           |
| 2007              | Madonna di Campiglio | Li Nina                  | Assol Sliwez       | Jacqui Cooper        |
| 2009              | Inawashiro           | Li Nina                  | Xu Mengtao         | Jacqui Cooper        |
| 2011              | Deer Valley          | Cheng Shuang             | Xu Mengtao         | Olha Wolkowa         |
| 2013              | Voss                 | Xu Mengtao               | Weronika Korsunowa | Danielle Scott       |
| 2015              | Kreischberg          | Laura Peel               | Kiley McKinnon     | Xu Mengtao           |
| 2017              | Sierra Nevada        | Ashley Caldwell          | Danielle Scott     | Xu Mengtao           |
| 2019              | Park City            | Aljaksandra Ramanouskaja | Ljubow Nikitina    | Xu Mengtao           |
| 2021              | Almaty               | Laura Peel               | Ashley Caldwell    | Ljubow Nikitina      |
| 2023              | Bakuriani            | Kong Fanyu               | Danielle Scott     | Anastassija Nowossad |
| 2025              | Engadin              | Kaila Kuhn               | Xu Mengtao         | Danielle Scott       |

### Ballett
| Weltmeisterschaft | Weltmeisterschaft    | Gold                  | Silber              | Bronze           |
| ----------------- | -------------------- | --------------------- | ------------------- | ---------------- |
| 1986              | Tignes               | Jan Bucher            | Christine Rossi     | Lucie Barma      |
| 1988              | Calgary              | Christine Rossi       | Jan Bucher          | Conny Kissling   |
| 1989              | Oberjoch             | Jan Bucher            | Conny Kissling      | Lucie Barma      |
| 1991              | Lake Placid          | Ellen Breen           | Jan Bucher          | Cathy Féchoz     |
| 1993              | Altenmarkt im Pongau | Ellen Breen           | Sharon Petzold      | Cathy Féchoz     |
| 1995              | La Clusaz            | Jelena Batalowa       | Ellen Breen         | Annika Johansson |
| 1997              | Nagano               | Oxana Kuschtschenko   | Åsa Magnusson       | Annika Johansson |
| 1999              | Hasliberg            | Natalija Rasumowskaja | Oxana Kuschtschenko | Annika Johansson |

### Kombination
| Weltmeisterschaft | Weltmeisterschaft    | Gold             | Silber           | Bronze           |
| ----------------- | -------------------- | ---------------- | ---------------- | ---------------- |
| 1986              | Tignes               | Conny Kissling   | Anna Fraser      | Silvia Marciandi |
| 1988              | Calgary              | nicht gewertet   | nicht gewertet   | nicht gewertet   |
| 1989              | Oberjoch             | Melanie Palenik  | Conny Kissling   | Meredith Gardner |
| 1991              | Lake Placid          | Maja Schmid      | Conny Kissling   | Kristean Porter  |
| 1993              | Altenmarkt im Pongau | Katherina Kubenk | Natalja Orechowa | Kristean Porter  |
| 1995              | La Clusaz            | Kristean Porter  | Maja Schmid      | Katherina Kubenk |

### Parallelbuckelpiste (Dual Moguls)
| Weltmeisterschaft | Weltmeisterschaft    | Gold                  | Silber                  | Bronze              |
| ----------------- | -------------------- | --------------------- | ----------------------- | ------------------- |
| 1999              | Hasliberg            | Sandra Schmitt        | Kari Traa               | Ann Battelle        |
| 2001              | Whistler             | Kari Traa             | Corinne Bodmer          | Tami Bradley        |
| 2003              | Deer Valley          | Kari Traa             | Marina Tscherkassowa    | Shannon Bahrke      |
| 2005              | Ruka                 | Jennifer Heil         | Kari Traa               | Aiko Uemura         |
| 2007              | Madonna di Campiglio | Jennifer Heil         | Shannon Bahrke          | Margarita Marbler   |
| 2009              | Inawashiro           | Aiko Uemura           | Miki Itō                | Hannah Kearney      |
| 2011              | Deer Valley          | Jennifer Heil         | Chloé Dufour-Lapointe   | Hannah Kearney      |
| 2013              | Voss                 | Chloé Dufour-Lapointe | Miki Itō                | Hannah Kearney      |
| 2015              | Kreischberg          | Hannah Kearney        | Justine Dufour-Lapointe | Julija Galyschewa   |
| 2017              | Sierra Nevada        | Perrine Laffont       | Julija Galyschewa       | Jaelin Kauf         |
| 2019              | Park City            | Perrine Laffont       | Jaelin Kauf             | Tess Johnson        |
| 2021              | Almaty               | Anastassija Smirnowa  | Wiktorija Lasarenko     | Anastassija Gorodko |
| 2023              | Bakuriani            | Perrine Laffont       | Jaelin Kauf             | Avital Carroll      |
| 2025              | Engadin              | Jaelin Kauf           | Tess Johnson            | Anastassija Gorodko |

### Skicross
| Weltmeisterschaft | Weltmeisterschaft    | Gold              | Silber            | Bronze             |
| ----------------- | -------------------- | ----------------- | ----------------- | ------------------ |
| 2005              | Ruka                 | Karin Huttary     | Magdalena Iljans  | Ophélie David      |
| 2007              | Madonna di Campiglio | Ophélie David     | Méryll Boulangeat | Alexandra Grauvogl |
| 2009              | Inawashiro           | Ashleigh McIvor   | Karin Huttary     | Méryll Boulangeat  |
| 2011              | Deer Valley          | Kelsey Serwa      | Julia Murray      | Anna Holmlund      |
| 2013              | Voss                 | Fanny Smith       | Marielle Thompson | Ophélie David      |
| 2015              | Kreischberg          | Andrea Limbacher  | Ophélie David     | Fanny Smith        |
| 2017              | Sierra Nevada        | Sandra Näslund    | Fanny Smith       | Ophelie David      |
| 2019              | Park City            | Marielle Thompson | Fanny Smith       | Alizée Baron       |
| 2021              | Idre                 | Sandra Näslund    | Fanny Smith       | Alizée Baron       |
| 2023              | Bakuriani            | Sandra Näslund    | Katrin Ofner      | Fanny Smith        |
| 2025              | Engadin              | Fanny Smith       | Courtney Hoffos   | Daniela Maier      |

### Halfpipe
| Weltmeisterschaft | Weltmeisterschaft    | Gold                         | Silber                       | Bronze                       |
| ----------------- | -------------------- | ---------------------------- | ---------------------------- | ---------------------------- |
| 2005              | Ruka                 | Sarah Burke                  | Kristi Leskinen              | Grete Eliassen               |
| 2007              | Madonna di Campiglio | wegen Schneemangels abgesagt | wegen Schneemangels abgesagt | wegen Schneemangels abgesagt |
| 2009              | Inawashiro           | Virginie Faivre              | Megan Gunning                | Jennifer Hudak               |
| 2011              | Deer Valley          | Rosalind Groenewoud          | Jennifer Hudak               | Keltie Hansen                |
| 2013              | Voss                 | Virginie Faivre              | Anaïs Caradeux               | Ayana Onozuka                |
| 2015              | Kreischberg          | Virginie Faivre              | Cassie Sharpe                | Mirjam Jäger                 |
| 2017              | Sierra Nevada        | Ayana Onozuka                | Marie Martinod               | Devin Logan                  |
| 2019              | Park City            | Kelly Sildaru                | Cassie Sharpe                | Brita Sigourney              |
| 2021              | Aspen                | Eileen Gu                    | Rachael Karker               | Zoe Atkin                    |
| 2023              | Bakuriani            | Hanna Faulhaber              | Zoe Atkin                    | Rachael Karker               |
| 2025              | Engadin              | Zoe Atkin                    | Li Fanghui                   | Cassie Sharpe                |

### Slopestyle
| Weltmeisterschaft | Weltmeisterschaft | Gold              | Silber            | Bronze            |
| ----------------- | ----------------- | ----------------- | ----------------- | ----------------- |
| 2011              | Deer Valley       | Anna Segal        | Kaya Turski       | Keri Herman       |
| 2013              | Voss              | Kaya Turski       | Dara Howell       | Grete Eliassen    |
| 2015              | Kreischberg       | Lisa Zimmermann   | Katie Summerhayes | Zuzana Stromková  |
| 2017              | Sierra Nevada     | Tess Ledeux       | Emma Dahlström    | Isabel Atkin      |
| 2019              | Park City         | nicht ausgetragen | nicht ausgetragen | nicht ausgetragen |
| 2021              | Aspen             | Eileen Gu         | Mathilde Gremaud  | Megan Oldham      |
| 2023              | Bakuriani         | Mathilde Gremaud  | Megan Oldham      | Johanne Killi     |
| 2025              | Engadin           | Mathilde Gremaud  | Lara Wolf         | Megan Oldham      |

### Big Air
| Weltmeisterschaft | Weltmeisterschaft | Gold                 | Silber          | Bronze       |
| ----------------- | ----------------- | -------------------- | --------------- | ------------ |
| 2019              | Park City         | Tess Ledeux          | Julia Krass     | Isabel Atkin |
| 2021              | Aspen             | Anastassija Tatalina | Lana Prussakowa | Eileen Gu    |
| 2023              | Bakuriani         | Tess Ledeux          | Sandra Eie      | Megan Oldham |
| 2025              | Engadin           | Flora Tabanelli      | Sarah Höfflin   | Anni Kärävä  |

## Mixed

### Aerials Teamwettbewerb
| Weltmeisterschaft | Weltmeisterschaft | Gold                                                                  | Silber                                                       | Bronze                                                              |
| ----------------- | ----------------- | --------------------------------------------------------------------- | ------------------------------------------------------------ | ------------------------------------------------------------------- |
| 2019              | Park City         | Schweiz Carol Bouvard Nicolas Gygax Noé Roth                          | Volksrepublik China Xu Mengtao Sun Jiaxu Wang Xindi          | Russland Ljubow Nikitina Maxim Burow Stanislaw Nikitin              |
| 2021              | Park City         | Russland Ljubow Nikitina Pawel Krotow Maxim Burow                     | Schweiz Carol Bouvard Pirmin Werner Noé Roth                 | Vereinigte Staaten Ashley Caldwell Eric Loughran Christopher Lillis |
| 2023              | Bakuriani         | Vereinigte Staaten Ashley Caldwell Christopher Lillis Quinn Dehlinger | Volksrepublik China Kong Fanyu Li Tianma Yang Longxiao       | Ukraine Anastassija Nowossad Oleksandr Okipnjuk Dmytro Kotowskyj    |
| 2025              | Engadin           | Vereinigte Staaten Kaila Kuhn Christopher Lillis Quinn Dehlinger      | Ukraine Anhelina Brykina Oleksandr Okipnjuk Dmytro Kotowskyj | Schweiz Lina Kozomara Noé Roth Pirmin Werner                        |

### Skicross Teamwettbewerb
| Weltmeisterschaft | Weltmeisterschaft | Gold                                 | Silber                                              | Bronze                               |
| ----------------- | ----------------- | ------------------------------------ | --------------------------------------------------- | ------------------------------------ |
| 2023              | Bakuriani         | Schweden David Mobärg Sandra Näslund | Kanada Reece Howden Marielle Thompson               | Italien Federico Tomasoni Jole Galli |
| 2025              | Engadin           | Schweiz Ryan Regez Fanny Smith       | Frankreich Melvin Tchiknavorian Jade Grillet Aubert | Italien Yanick Gunsch Jole Galli     |

## Nationenwertungen
Stand: 30. März 2025

### Gesamt
| Platz  | Land        |     |     |     |     |
| ------ | ----------- | --- | --- | --- | --- |
| 1      | Kanada      | 43  | 42  | 39  | 124 |
| 2      | USA         | 40  | 41  | 40  | 121 |
| 3      | Frankreich  | 30  | 24  | 23  | 77  |
| 4      | Schweiz     | 18  | 17  | 16  | 51  |
| 5      | Russland SU | 12  | 7   | 7   | 26  |
| 6      | China       | 11  | 8   | 7   | 26  |
| 7      | Australien  | 9   | 9   | 11  | 29  |
| 8      | Norwegen    | 8   | 9   | 6   | 23  |
| 9      | Schweden    | 7   | 10  | 11  | 28  |
| 10     | Japan       | 6   | 7   | 8   | 21  |
| 11     | Deutschland | 6   | 6   | 7   | 19  |
| 12     | Österreich  | 3   | 7   | 6   | 16  |
| 13     | Finnland    | 3   | 7   | 5   | 15  |
| 14     | Belarus     | 2   | 4   | 4   | 10  |
| 14     | UK          | 2   | 4   | 4   | 10  |
| 16     | Italien     | 2   | 2   | 5   | 9   |
| 17     | Tschechien  | 2   | 1   | 1   | 4   |
| 18     | Neuseeland  | 2   | 1   | -   | 3   |
| 19     | Kasachstan  | 1   | 2   | 4   | 7   |
| 20     | Estland     | 1   | –   | –   | 1   |
| 20     | Slowenien   | 1   | –   | –   | 1   |
| 20     | Usbekistan  | 1   | –   | –   | 1   |
| 23     | Ukraine     | –   | 2   | 3   | 5   |
| 24     | Spanien     | –   | –   | 1   | 1   |
| 24     | Slowakei    | –   | –   | 1   | 1   |
| 24     | Südkorea    | –   | –   | 1   | 1   |
| Gesamt | Gesamt      | 210 | 210 | 210 | 630 |

### Männer
| Platz | Land        | Gold | Silber | Bronze | Gesamt |
| ----- | ----------- | ---- | ------ | ------ | ------ |
| 1.    | Kanada      | 28   | 25     | 18     | 71     |
| 2.    | USA         | 19   | 21     | 22     | 62     |
| 3.    | Frankreich  | 15   | 15     | 14     | 44     |
| 4.    | Schweiz     | 7    | 3      | 9      | 19     |
| 5.    | Russland    | 5    | -      | 4      | 9      |
| 6.    | Finnland    | 3    | 7      | 4      | 14     |
| 7.    | Schweden    | 3    | 4      | 5      | 12     |
| 8.    | Norwegen    | 3    | 4      | 4      | 11     |
| 9.    | Japan       | 3    | 3      | 5      | 11     |
| 10.   | China       | 3    | 2      | 2      | 7      |
| 11.   | Deutschland | 3    | 2      | 1      | 6      |
| 12.   | Australien  | 2    | 5      | 5      | 12     |
| 13.   | Neuseeland  | 2    | 1      | –      | 3      |
| 14.   | Tschechien  | 2    | –      | –      | 2      |
| 15.   | Österreich  | 1    | 4      | 2      | 8      |
| 16.   | Belarus     | 1    | 3      | 4      | 8      |
| 17.   | UK          | 1    | 2      | 1      | 4      |
| 18.   | Italien     | 1    | 1      | –      | 2      |
| 19.   | Slowenien   | 1    | –      | –      | 1      |
| 20.   | Ukraine     | –    | 1      | –      | 1      |
| 21.   | Kasachstan  | –    | –      | 1      | 1      |
| 21.   | Spanien     | –    | –      | 1      | 1      |
| 21.   | Südkorea    | –    | –      | 1      | 1      |

### Frauen
| Platz | Land        | Gold | Silber | Bronze | Gesamt |
| ----- | ----------- | ---- | ------ | ------ | ------ |
| 1.    | USA         | 19   | 20     | 17     | 56     |
| 2.    | Kanada      | 15   | 16     | 21     | 52     |
| 3.    | Frankreich  | 15   | 8      | 9      | 32     |
| 4.    | Schweiz     | 9    | 13     | 6      | 28     |
| 5.    | China       | 8    | 4      | 5      | 17     |
| 6.    | Australien  | 7    | 4      | 6      | 17     |
| 7.    | Russland    | 6    | 7      | 2      | 15     |
| 8.    | Norwegen    | 5    | 5      | 2      | 12     |
| 9.    | Schweden    | 3    | 6      | 6      | 15     |
| 10.   | Deutschland | 3    | 4      | 6      | 13     |
| 11.   | Japan       | 3    | 4      | 3      | 10     |
| 12.   | Österreich  | 2    | 3      | 4      | 9      |
| 13.   | Kasachstan  | 1    | 2      | 3      | 6      |
| 13.   | UK          | 1    | 2      | 3      | 6      |
| 15.   | Italien     | 1    | 1      | 3      | 5      |
| 16.   | Belarus     | 1    | 1      | –      | 2      |
| 17.   | Estland     | 1    | –      | –      | 1      |
| 17.   | Usbekistan  | 1    | –      | –      | 1      |
| 19.   | Tschechien  | –    | 1      | 1      | 2      |
| 20.   | Ukraine     | –    | –      | 2      | 2      |
| 21.   | Finnland    | –    | –      | 1      | 1      |
| 21.   | Slowakei    | –    | –      | 1      | 1      |

### Mixed
| Platz | Land       | Gold | Silber | Bronze | Gesamt |
| ----- | ---------- | ---- | ------ | ------ | ------ |
| 1.    | Schweiz    | 2    | 1      | 1      | 4      |
| 2.    | USA        | 2    | –      | 1      | 3      |
| 3.    | Russland   | 1    | –      | 1      | 2      |
| 4.    | Schweden   | 1    | –      | –      | 1      |
| 5.    | China      | –    | 2      | –      | 2      |
| 6.    | Ukraine    | –    | 1      | 1      | 2      |
| 7.    | Frankreich | –    | 1      | –      | 1      |
| 7.    | Kanada     | –    | 1      | –      | 1      |
| 9.    | Italien    | –    | –      | 2      | 2      |